# Chromebook
O Chromebook é um computador pessoal executando o Google Chrome OS. Este dispositivo pertence a uma classe distinta dos computadores pessoais ficando entre um thin client e um laptop convencional.
Os primeiros dispositivos à venda, fabricados pela Acer Inc. e pela Samsung, foram anunciados em maio de 2011 na conferência Google I/O e começaram a ser disponibilizados ao público em 15 de junho de 2011. Em 2014, segundo pesquisa divulgada pelo instituto ABI Research’s, o uso do Chromebook cresceu 67% durante o quarto trimestre de 2014. As marcas Acer, Samsung e HP foram as mais vendidas.
Em março de 2018, a Acer e o Google anunciaram a criação do primeiro tablet Chromebook: o Chromebook Tab 10. Este dispositivo competia com o mercado de tablets iPad, da Apple, com desconto no mercado educacional. A tela da guia 10 (9,7 polegadas, resolução 2048 x 1536) era idêntica à do iPad. O dispositivo inclui uma caneta. Nenhum dos dispositivos incluiu um teclado.

## Design
Os Chromebooks são enviados com o ChromeOS, que usa o kernel do Linux, e o navegador web Google Chrome integrado com um player de mídia. Com capacidade limitada offline e um tempo de boot, de acordo com a Google, de oito segundos, os Chromebooks são principalmente concebidos para serem usados enquanto estiverem ligados à Internet. Em vez de instalar aplicações tradicionais, tais como processamento de texto e mensagens instantâneas, os usuários podem adicionar aplicativos web a partir da Chrome Web Store. A Google afirma que uma arquitetura de segurança multicamada elimina a necessidade de software antivírus.
Há suporte para muitos dispositivos USB, como câmeras, mouses, teclados externos e pen drives, utilizando um recurso semelhante ao plug-and-play em outros sistemas operacionais. Tal como o protótipo CR-48, os Chromebooks têm um teclado especializado completo com botões de abertura e de controlo de várias janelas do navegador, bem como um botão de pesquisa Web que substitui uma chave. Uma análise da série de componentes Samsung 5 pela iFixit em junho de 2011 estimou que o custo unitário sobre 322 dólares em materiais e 12 dólares nos custos trabalhistas. Com um preço de retalho dos EUA 500 dólares e transporte, marketing, pesquisa e desenvolvimento e as margens do varejo para explicar isso, indica que as margens de lucro sobre os Chromebooks são bastante pequenas, exigindo uma produção de grande dimensão para fazer lucro.

## Exemplos

### Samsung

#### Samsung Galaxy Chromebook 2
A continuação do Galaxy Chromebook, o Galaxy Chromebook 2 foi lançado em 2021. Com um preço mais barato, tela FHD QLED inferior, processador Core i3 inferior e sem caneta, é em grande parte um downgrade do modelo anterior. No entanto, espera-se que essas alterações melhorem a vida útil da bateria.

#### Samsung Chromebook 4 e 4+
Em outubro de 2019, a Samsung anunciou os modelos Chromebook 4 (11,6") e 4+ (15,6"). Ambos continuam a linha Chromebook de modelo econômico com um processador Intel Celeron N4000 dual core. O 4+ tem uma tela maior e opções de modelos de até 6 GB de RAM. As críticas elogiaram o preço barato e o teclado confortável, mas criticaram as telas terríveis.